# Калузо
Калу̀зо (на италиански и на пиемонтски: Caluso) е малък град и община в Метрополен град Торино, регион Пиемонт, Северна Италия. Разположен е на 303 m надморска височина. Към 1 януари 2020 г. населението на общината е 7496 души, от които 727 са чужди граждани.